# Daouda Marthé
Daouda Mamadou Marthé (* 23. November 1959 in Diffa; Schreibweise des Nachnamens auch Marté) ist ein nigrischer Politiker.

## Leben
Daouda Marthé arbeitete als Lehrer. Bei der Gründungsversammlung der Nigrischen Partei für Demokratie und Sozialismus (PNDS-Tarayya) im Dezember 1990 wurde er zum stellvertretenden Schatzmeister der Partei bestimmt. Später übernahm er andere Funktionen, so ging er aus den Parteikongressen 2004 und 2009 als siebter stellvertretender Generalsekretär hervor. In der Parteiführung war er für die Region Diffa zuständig, wo er die Präsenz des PNDS-Tarayya etwa durch die Schaffung neuer Distriktbüros ausbaute.
Marthé wurde bei den Parlamentswahlen am 31. Januar 2011 im Wahlkreis Diffa als PNDS-Tarayya-Abgeordneter in die Nationalversammlung gewählt. Er übernahm das Amt des ersten Vizepräsidenten der Nationalversammlung und wurde Mitglied der Parlamentskommission für allgemeine und institutionelle Angelegenheiten. Im PNDS-Tarayya stieg er beim Parteikongress 2013 zum sechsten stellvertretenden Generalsekretär auf. Als 2014 nach dem Abgang von Hama Amadou das Amt des Parlamentspräsidenten für vakant erklärt worden war, nahm Daouda Marthé interimsmäßig für vier Monate, bis zur Wahl des neuen Parlamentspräsidenten Amadou Salifou, dessen Funktionen wahr.
Bei den Parlamentswahlen am 21. Februar 2016 zunächst in die Nationalversammlung wiedergewählt, holte Staatspräsident Mahamadou Issoufou (PNDS-Tarayya) Marthé am 14. April 2016 als Minister für Grundschulunterricht, Alphabetisierung, Förderung der Nationalsprachen und politische Bildung in die Regierung. Angesichts unbezahlter Lehrergehälter und weiterer Missstände im Bildungssystem war der Minister im Sommer desselben Jahres mit gewerkschaftlichen Rücktrittsforderungen konfrontiert. Staatspräsident Issoufou bestätigte Marthé in der Regierung vom 19. Oktober 2016 in seinem Amt. Seit einer Regierungsumbildung am 4. Dezember 2020 ist er nicht mehr in der Regierung vertreten.

## Schriften
- La Décentralisation des services sociaux de base au Niger : Où en sommes-nous ? In: Revue Africaine de la Recherche en Éducation. Vol. 1, Nr. 4, 2012, S. 79–87 (rocare.org [PDF]).
- Dans les marches nord du Borno (Bornou). Les mutations politiques coloniales dans l’Est nigérien (1893–1960). L’Harmattan, Paris 2015, ISBN 978-2-343-06607-3.